# عبد الكريم خطاب
عبد الكريم خطاب (مواليد 4 أغسطس 1991)، هُو رياضي بارالمبي أردني مُتخصص في رفع الأثقال. فاز خطاب بالميدالية الذهبية في مُنافسة وزن 88 كلغ ‏ خلال دورة الألعاب البارالمبية الصيفية 2020 في طوكيو.
في 2016، شارك خطاب في مُنافسة وزن 72 كلغ ‏ ضمن دورة الألعاب البارالمبية الصيفية 2016 في ريو دي جانيرو، لكنه لم ينجح في تحقيق أي ميدالية.

## وصلات خارجية
- عبد الكريم خطاب على موقع Paralympic.org (الإنجليزية)